# 39699 Ernestocorte
39699 Ernestocorte este un asteroid din centura principală de asteroizi.

## Descriere
39699 Ernestocorte este un asteroid din centura principală de asteroizi. A fost descoperit pe 12 octombrie 1996 la Pianoro de Vittorio Goretti. Asteroidul prezintă o orbită caracterizată de o semiaxă mare de 2,35 ua, o excentricitate de 0,23 și o înclinație de 2,3° în raport cu ecliptica.